# Sorano
Sorano é uma comuna italiana da região da Toscana, província de Grosseto, com cerca de 3.955 (Cens. 2001) habitantes. Estende-se por uma área de 174,60 km², tendo uma densidade populacional de 22,65 hab/km². Faz fronteira com Acquapendente (VT), Castell'Azzara, Latera (VT), Manciano, Onano (VT), Pitigliano, Proceno (VT), Semproniano.
Pertence à rede das Aldeias mais bonitas de Itália.
O nadador brasileiro Abílio Couto recebeu o titulo de Barão de Sorano na década de 60 outorgado pelo principe Alexandre Marie de Deolz, em homenagem as travessias que realizou no Canal da Mancha. Couto foi recordista mundial no ano de 1959 e apesar de ser amador venceu os profissionais no Campeonato Mundial de Natação de Longa Distância promovido pela extinta ILDSF. Neste ano  de 1959 se tornou o primeiro nadador do mundo a fazer o melhor tempo do ano tanto no sentido França-Inglaterra como no Inglaterra-França.

## Demografia
| Variação demográfica do município entre 1861 e 2011                               |
|                                                                                   |
| Fonte: Istituto Nazionale di Statistica (ISTAT) - Elaboração gráfica da Wikipedia |